# 卡珀里希
卡珀里希是德国莱茵兰-普法尔茨州的一个市镇。总面积2.69平方公里，总人口170人，其中男性85人，女性85人（2011年12月31日），人口密度63人/平方公里。